# Condado de Fleming
El condado de Fleming (en inglés: Fleming County), fundado en 1798, es uno de 120 condados del estado estadounidense de Kentucky. En el año 2000, el condado tenía una población de 13,792 habitantes y una densidad poblacional de 15 personas por km². La sede del condado es Flemingsburg.

## Geografía
Según la Oficina del Censo, el condado tiene un área total de 910 km² (351,4 mi²), de la cual 909 km² (351 mi²) es tierra y 1 km² (0,4 mi²) (0.18%) es agua.

### Condados adyacentes
- Condado de Mason (norte)
- Condado de Lewis (noreste)
- Condado de Rowan (sureste)
- Condado de Nicholas (oeste)
- Condado de Robertson (noroeste)

## Demografía
Según la Oficina del Censo en 2000, los ingresos medios por hogar en el condado eran de $27,990, y los ingresos medios por familia eran $33,300. Los hombres tenían unos ingresos medios de $26,463 frente a los $19,895 para las mujeres. La renta per cápita para el condado era de $14,214. Alrededor del 18.60% de la población estaban por debajo del umbral de pobreza.

## Localidades
- Ewing
- Flemingsburg
- Nepton

Otros pueblos:
Tilton,
Hillsboro,
Foxport,
Mt. Carmel,
Dalesburg,
Beachburg,
Pleasureville
Poplargrove,
Grange City,
Colfax,
Ringo's mill,
Plummer's Landing,
Muse's Mill,
Walingford,
Goddard,
Fox Valley,
Blue Bank,
Sherburn,
Concord,
Pecksridge,
Hilltop,
Elizaville,
Cowan,
Johnson Junction,
Craintown,
Fairview,
Poplar Plains,
and Bald Hill